# Júlio Verne
Jules Gabriel Verne, conhecido nos países de língua portuguesa como Júlio Verne (Nantes, 8 de fevereiro de 1828 – Amiens, 24 de março de 1905), foi um escritor francês considerado por críticos literários o inventor do gênero de ficção científica, tendo feito predições em seus livros sobre o aparecimento de novos avanços científicos, como os submarinos, as máquinas voadoras e a viagem à Lua.
Ele foi o primogênito dos cinco filhos de Pierre Verne, advogado, e Sophie Allote de la Fuÿe, esta de uma família burguesa de Nantes.
Até hoje, Júlio Verne é um dos escritores cuja obra foi mais traduzida em toda a história, com traduções em 148 línguas, segundo estatísticas da UNESCO, tendo escrito mais de 100 livros.

## Biografia

### Infância e juventude
Júlio Verne nasceu em 8 de fevereiro de 1828, e passou a infância com os pais, o irmão Paul, e as três irmãs, Ana, Matilde e Maria, na cidade francesa de Nantes e na casa de verão da família. Seu pai, Pierre Verne, era um magistrado de Provins. A proximidade do porto e das docas constituíram provavelmente grande estímulo para o desenvolvimento da imaginação do autor sobre a vida marítima e viagens a terras distantes. Com seis anos iniciou os estudos com a viúva de um capitão, e com oito foi mandado para o seminário com seu irmão Paul. Em 1839, partiu para Índia como aprendiz de marinheiro, mas foi interceptado por seu pai em Paimboeuf, confessando ter tentado a viagem para encontrar sua prima, Carolina Tronson, e entregar-lhe um colar de diamantes. Prometeu que viajaria "apenas nos sonhos". Em 1844, estudou retórica e filosofia no Liceu de Nantes. Formado, seguiu os passos do pai, formando-se em direito em Nantes, em 1864.
Apaixonado por Carolina, escreveu sua primeira obra, uma tragédia em versos, que a família desgostou, e Carolina casou-se em 1847 com outro. Verne fez seu exame de direito em Paris, onde compôs um drama, e retornou a sua cidade natal, onde a obra foi lida por um petit comité no Cercle de La Cagnotte. Seu pai, com a esperança de que o filho seguisse sua carreira de advogado, envia Verne novamente a Paris, a fim de que continuasse os estudos do direito. Contudo, em Paris, Júlio começou a se interessar mais pelo teatro do que pelas leis, tendo escrito alguns livretos de operetas e pequenas histórias de viagens. Seu pai, ao saber disso, cortou-lhe o apoio financeiro. Durante esse período, o autor conheceu os escritores Alexandre Dumas e Victor Hugo. Uma das peças de Verne, As palhas rompidas, agrada Dumas, e a peça estreia no Teatro Histórico em 12 de junho de 1850. Apresenta sua tese, e o pai deseja que retorne a Nantes para trabalhar como advogado, mas Verne decide pela carreira literária. Para completar a renda, dá aulas em Paris, sem parar de escrever.
Em 1856, conhece Honorine de Viane Morel, de 26 anos, viúva com duas filhas. Casam-se em 1857 e, em 1861, tem seu único filho, Michel Jean Pierre Verne. Ingressa em uma sociedade na bolsa de Paris, mais especificamente com a casa de câmbio Eggly, mediante a uma contribuição financeira de seu pai e as relações de seu sogro. Viaja à Inglaterra, e à Escócia em 1859, e à Noruega e à Escandinávia, em 1861. De 1872 a 1886, vive o apogeu de sua fama e fortuna, advindas de seu sucesso literário. Em 1877, ocorre em Amiens um grande baile à fantasia, que conta com a presença do ilustre fotógrafo Félix Nadar, a quem Verne homenageia em sua obra Da Terra à Lua, com o personagem Miguel Ardan, anagrama com "Nadar". Verne adquire dois iates em épocas distintas, realizando uma viagem aos Estados Unidos, escrevendo Vinte Mil Léguas Submarinas na volta, ainda a bordo.

### Últimos anos
Michel, seu filho, era considerado um rapaz rebelde, e não seguiu as orientações do pai. Júlio Verne mandou o seu filho, aos 16 anos, em uma viagem de instrução em um navio, por 18 meses, com esperança que a disciplina a bordo e a vida no mar corrigissem o seu carácter rebelde, mas de nada adiantou. Michel não se corrigiu e acabou por casar com uma atriz, contra a vontade do pai, tendo com ela dois filhos.
Em 9 de Março de 1886, foi atingido por dois tiros quando este chegava em casa na cidade de Amiens, pelo seu sobrinho Gaston.[carece de fontes?] Um dos tiros o atingiu no ombro e demorou a cicatrizar, o outro atingiu o tornozelo, deixando-o coxo nos seus últimos 19 anos de vida. Não se sabe bem por que seu sobrinho tenha cometido o atentado, mas ele foi considerado louco e internado em um manicómio até o final da vida. Este episódio serviu para aproximar pai e filho, pois Michel vendo-se em vias de perder o pai passou a encarar a vida com mais seriedade.
Neste mesmo ano, morria o editor Pierre Hetzel, grande amigo de Júlio Verne, facto que o deixou muito abalado.
É eleito para o Conselho Municipal de Amiens e passa os seus últimos anos em tal ocupação. Perde o pai em 1871, a mãe em 1887, e o irmão em 1897. Seus últimos anos são marcados por uma mudança de caráter para o melancólico, escreve que Paris não voltará a vê-lo, e que, enquanto não trabalha, não sente-se vivo. É atingido por uma catarata em 1902, e morre em 24 de março de 1905, na casa de Amiens. Nos últimos anos, Verne escreveu muitos livros sobre o uso erróneo da tecnologia e os seus impactos ambientais, sua principal preocupação naquela época. Continuou sua obra até a sua morte. O seu filho Michel editou seus trabalhos incompletos e escreveu ele mesmo alguns capítulos que estavam faltando, quando da morte do pai. Entre tais obras póstumas, "A Missão Barsac" (em francês:  L'Étonnante Aventure de la Mission Barsac) continha, em seus rascunhos originais nomeados "Voyage d'étude", referências ao esperanto (língua sobre a qual seu pai possuía grande interesse) que foram removidas entre outras alterações feitas por Michel Verne na obra final.
Encontra-se sepultado no Cemitério de La Madeleine, Amiens, Picardia na França.

### Carreira literária

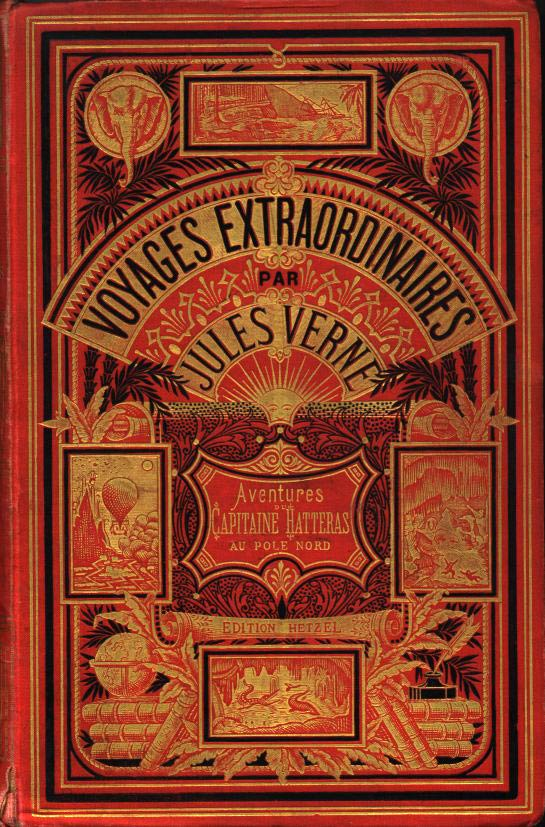
Capa das edições Hetzel

A carreira literária de Júlio Verne começou a se destacar quando se associou a Pierre-Jules Hetzel, editor experiente que trabalhava com grandes nomes da época, como Alfred de Brehat, Victor Hugo, George Sand e Erckmann-Chatrian. Hetzel publicou a primeira grande novela de sucesso de Júlio Verne em 1862, o relato de viagem à África em balão, intitulado Cinco semanas em um balão. Essa história continha detalhes de coordenadas geográficas, culturas, animais, etc., que os leitores se perguntavam se era ficção ou um relato verídico. Na verdade, Júlio Verne nunca havia estado em um balão ou viajado à África. Toda a informação sobre a história veio de sua imaginação e capacidade de pesquisa. A parceria entre Verne e Hetzel duraria por 20 anos.
Hetzel apresentou Verne a Félix Nadar, cientista interessado em navegação aérea e balonismo, de quem se tornou grande amigo e que introduziu Verne ao seu círculo de amigos cientistas, de cujas conversações o autor provavelmente tirou algumas de suas ideias.
O sucesso de Cinco semanas em um balão lhe rendeu fama e dinheiro. Sua produção literária seguia em ritmo acelerado. Quase todos os anos Hetzel publicava novos livros de Verne, quase todos grandes sucessos. Dentre eles se encontram: Viagem ao Centro da Terra (Voyage au centre de la Terre), de 1864, Vinte Mil Léguas Submarinas (Vingt mille lieues sous les mers) de 1870 e A Volta ao Mundo em Oitenta Dias (Le tour du monde en quatre-vingts jours), de 1873.
Um dos seus livros foi Paris no século XX. Escrito em 1863, somente publicado em 1989, quando o manuscrito foi encontrado pelo bisneto de Verne. Livro de conteúdo depressivo, foi rejeitado por Hetzel, que recomendou Verne a não publicá-lo na época, por fugir à fórmula de sucesso dos livros já escritos, que falavam de aventuras extraordinárias. Verne seguiu seu conselho e guardou o manuscrito em um cofre, só sendo encontrado mais de um século depois.
O seu último livro publicado foi O senhor do mundo, no ano de 1904.
Até hoje Júlio Verne é o escritor cuja obra foi mais traduzida em toda a história, com traduções em 148 línguas, segundo estatísticas da UNESCO, tendo escrito mais de 100 livros.

## Lista de obras
1. Cinco semanas em um balão (br) / Cinco semanas em balão (pt), 1863
2. Paris no século XX, 1863 (publicado apenas em 1989)
3. O capitão Hateras (br) / Aventuras do capitão Hatteras (pt), 1864-1867
4. Viagem ao centro da terra, 1864
5. Da Terra à Lua, 1865 (eBook)
6. Os Filhos do Capitão Grant, 1866-1868
7. À roda da Lua (pt) / À volta da Lua (br), 1869
8. Vinte mil léguas submarinas, 1870
9. Os conquistadores, 1870
10. Uma cidade flutuante, 1871
11. Três russos e três ingleses, 1872
12. A volta ao mundo em oitenta dias, 1873
13. A ilha misteriosa, 1873-1875
14. Martin Paz, 1874
15. A Gallera Chancellor, 1875
16. Miguel Strogoff, o correio do czar, 1876
17. Um drama no México, 1876
18. Heitor Servadac, 1874-1876
19. As Índias Negras, 1876-1877
20. Martin Paz, 1877
21. Um capitão de quinze anos, 1878
22. História das grandes viagens e dos grandes viajantes, 1878
23. As atribulações de um chinês na China, 1879
24. Os quinhentos milhões da begum, 1879
25. A revolta da Bounty, 1879
26. A jangada, 1880
27. A casa a vapor, 1880
28. A escola dos Robinsons, 1882
29. O raio verde, 1882
30. Dez horas de casa, 1882
31. O arquipélago em chamas (br) / Os piratas do arquipélago (pt), 1883
32. Kerabán, o teimoso, 1883
33. A estrela do Sul, 1884
34. Um bilhete de loteria (br) / Um bilhete de lotaria (pt), 1885
35. Matias Sandorf, 1885
36. O náufrago do Cynthia, 1885
37. Robur, o conquistador, 1886
38. Norte contra Sul, 1887
39. O caminho da França, 1887
40. Dois anos de férias, 1888
41. Família sem nome, 1888-1889
42. A esfinge dos gelos, 1895
43. O segredo de Wilhelm Storitz, 1898 (revisado em 1901 e publicado somente em 1985)
44. O soberbo Orenoco, 1898
45. Os irmãos Kip, 1902
46. O senhor do mundo, 1904
47. L'Éternel Adam[9] (pt. O Eterno Adão),[10]  publicado em 1910.
48. O tio Robinson, 1861
49. A Aldeia Aérea, 1901
50. A invasão do Mar, 1905
51. A esposa do Capitão Branican, 1891

## Adaptações
Do conjunto das obras de Júlio Verne, trinta e três foram levadas ao cinema, dando lugar a um total de noventa e cinco filmes, sem contar com as adaptações para séries de televisão. A obra mais vezes adaptada foi Miguel Strogoff (dezesseis vezes), seguida de Vinte Mil Léguas Submarinas (nove vezes) e Viagem ao Centro da Terra (cinco vezes), e de A volta ao mundo em 80 dias (duas vezes).

### Principais filmes baseados nas suas obras
- Viagem à Lua, de 1902, realizado por Georges Méliès.
- A Ilha Misteriosa, de 1951, realizado por Spencer Gordon Bennet e protagonizada por Richard Crane.
- 20.000 léguas submarinas, de 1954, realizado por Richard Fleischer com Kirk Douglas no papel de Ned e James Mason como o capitão Nemo.
- Michel Strogoff, de 1956, realizado por Carmine Gallone e com Curd Jürgens como Miguel Strogoff.
- A volta ao mundo em 80 dias, de 1956, realizado por Michael Anderson com David Niven como Phileas Fogg e Cantinflas como Passpartout.
- Da Terra à Lua, de 1958, realizado por Byron Haskin com Joseph Cotten, Debra Paget e George Sanders.
- Viagem ao centro da Terra, de 1959, realizado por Henry Levin e protagonizada por James Mason.
- A Ilha Misteriosa, de 1961, realizado por Cy Endfield com Michael Craig como protagonista.
- Os filhos do capitão Grant, de 1962, realizado por Robert Stevenson e com Maurice Chevalier, George Sanders e Hayley Mills como protagonistas.
- Cinco semanas em balão, de 1962, realizado por Irwin Allen, com Red Buttons e Barbara Eden.
- O farol do fim do mundo, de 1971, realizado por Kevin Billington e interpretado por Kirk Douglas, Yul Brynner e Fernando Rey.
- A volta ao mundo em 80 dias, de 2004, realizado por Frank Coraci, com Jackie Chan.
- A ilha misteriosa de Júlio Verne, filme para a televisão de 2005, realizado por Russell Mulcahy e interpretado por Kyle MacLachlan, Patrick Stewart e Gabrielle Anwar.
- Journey to the Center of the Earth (2008) em português: Viagem ao centro da terra, de 2008, realizado por Eric Brevig e interpretado por Brendan Fraser, Josh Hutcherson e Anita Briem.
- Journey 2: The Mysterious Island em português: Viagem 2: A Ilha Misteriosa, de 2012, realizado por Brad Peyton e interpretado por Josh Hutcherson, Dwayne Johnson e Michael Caine.